# الوس (فرنسا)
الوس هي بلدية فرنسية تقع في إقليم ألب البروفنس العليا في محافظة ألب كوت دازور.